# Austeucharis boudiennyi
Austeucharis boudiennyi är en stekelart som först beskrevs av Girault 1940.  Austeucharis boudiennyi ingår i släktet Austeucharis och familjen Eucharitidae. Inga underarter finns listade.